# Kiss & Tell (film)
Kiss & Tell is een Amerikaanse film uit 1997, geregisseerd door Jordan Alan. De film is grotendeels tot stand gekomen door middel van improvisatie.

## Verhaal
Molly McMannis is een performancekunstenares die dood wordt aangetroffen. Rechercheurs van de politie verhoren haar vrienden om erachter te komen wie haar heeft vermoord en waarom.

## Rolverdeling
| Acteur            | Personage          |
| ----------------- | ------------------ |
| Justine Bateman   | Molly McMannis     |
| Richmond Arquette | Bob Starr          |
| Lewis Arquette    | Dan Furbal         |
| Peter Greene      | John Finnigan      |
| Jill Hennessy     | Angela Pierce      |
| Robert Cait       | Dr. Goldwin        |
| Mickey Cottrell   | Dr. Chuck Montague |
| Assumpta Serna    | Dr. Monica DeBirdy |
| Teresa Hill       | Ivy Roberts        |
| Heather Graham    | Susan Pretsel      |
| Rose McGowan      | Jasmine Hoyle      |
| Maria Cina        | Cynthia Tie        |
| T.D. Mitchell     | Sara Lipton        |
| Pamela Gidley     | Beta Carotene      |
| Alexis Arquette   | Amerod Burkowitz   |
| Mako Nakayama     | Dr. Wong           |
| Nina Siemaszko    | Shelly             |
| Traci Lind        | Molly's huisgenoot |
| Brian Avery       | Brian Humphries    |
| Scott Cleverdon   | Scott DeBirdy      |
| David Arquette    | Skippy             |
| Roxana Zal        | Sissy              |
| Lukas Haas        | Don                |
| Billy Devlin      | Liam McMannis      |
| Christa Miller    | Alex Stoddard      |
| Alexandra Paul    | Bambi              |
| Mariah O'Brien    | Emma               |

## Productie
Kiss & Tell bestaat grotendeels uit improvisatie en werd met tussenpauzes gemaakt over een periode van een jaar. De film werd gedraaid op 16mm-film.

## Ontvangst
De film kreeg gemengde recensies. Volgens sommigen was de film verwarrend en niet grappig. Anderen zagen in de film een potentiele kandidaat om een cultstatus te verwerven.